# Kardiovaskularna autonomna neuropatija
Kardiovaskularna autonomna neuropatija (akronim CAN od enl. reči Cardiovascular autonomic neuropathy) ili dijabetesna kardiovaskularna autonomna neuropatija je ozbiljna i česta komplikacija šećerne bolesti koja se najčešće ne prepoznaje. Nastaje kao posledica oštećenje autonomnih nervnih vlakana koja inervišu srce i krvne sudove, što dovodi do poremećaja u kontroli brzine srca i njegove vaskularne dinamike.
Prisustvo CAN-a povezano je sa povećanim kardiovaskularnim mortalitetom i uzrok je kardijalne disfunkcije i višestrukih kliničkih simptoma, uključujući tahikardiju u mirovanju, intoleranciju na vežbanje, posturalnu hipotenziju, tihu ishemiju, kardiomiopatiju i perioperativnu nestabilnost.

## Epidemiologija
Šećerna bolest pogađa samo u SAD više od 26 miliona ljudi. 
Morbiditet
Stopa prevalencije kardiovaskularne autonomna neuropatije se povećava sa godinama života i trajanja šećerne bolesti. Kontrola i komplikacija šećerne bolesti pokazala je visoku stopu od 35% u tipu I šećerne bolesti i 44% u tipu II šećerne bolesti, sa stopom prevalencije do 60% kod starijih bolesnika sa ovom bolešću.
Glavni prediktori razvoja kardiovaskularne autonomne neuropatije kod pacijenata sa šećernom bolešću tip II su:
- starost  — u kohorti od 1.000 ljudi sa šećernom bolešću tip II razvoj CAN, tokom 7,5 godina praćenja bio je u korelaciji sa starošću i prisustvom mikrovaskularne bolesti.)
- pol — u multicentričnoj studiji od 3.250 pacijenata sa šećernom bolesti, nije bilo značajne razlike u prevalenciji CAN između muškaraca i žena (muškarci 35% i žene 37%). Međutim, studija Akcije za kontrolu kardiovaskularnog rizika u dijabetesu (ACCORD) koja je obuhvatila više od 8.000 bolesnika sa šećernom bolešću tip II, CAN je bila češća u žena (2,2% u žena i 1,4% u muškaraca, kod teških oblika; 4,7% u žena i 2,6% u muškaraca za umerene do teške oblike).[7]
- etnička pripadnost i
- prisustvo mikrovaskularnih komplikacija  — nefropatija, retinopatija i periferna neuropatija.[8]

Mortalitet
Intervali praćenja mortaliteta CAN u 15 različitih studija kretao se od 1 do 16 godina. U svih 15 studija, osnovna procena za kardiovaskularnu autonomnu funkciju je izvršena na osnovu 1 ili više testova koje su opisali Eving et al.35 Ukupne stope mortaliteta bile su veće kod ispitanika sa CAN na početku nego u onih kod kojih je osnovna procena bila normalna, sa statistički značajnim razlikama u 11 studija. Zbirna procena relativnog rizika, zasnovana na 2.900 ukupnih ispitanika, iznosila je 2,14, sa intervalom pouzdanosti od 95% od 1,83 do 2,51 (P < 0,0001). Ako je CAN definisan prisustvom > 2 abnormalna kvantitativna testa autonomne funkcije,  rizik od mortaliteta se povećava na 3,65 (95% interval pouzdanosti, 2,66 do 4,47).

## Klinička slika
Simptomatske manifestacije kardiovaskularns autonomns neuropatije su:
- Sinusna tahikardija — rani je znak bolesti, koji se javlja tokom disanja ili naprezanja i povezana je sa velikim rizikom od koronarne bolesti srca.[10]
- Intoleranciju na napor — uzrokovana je smanjenjem simpatičkog i parasimpatičkog odgovora koji normalno povećavaju kardijalni output  i preusmeravaju perifernu krvnu cirkulaciju do skeletnih mišića. Takođe zbog smanjenja ejekcione frakcije, sistolne disfunkcije i smanjenja dijastolnog punjenja.[11]
- Poremećaj dnevnog ritma krvnog pritiska — krvni pritisak raste tokom noći i pada rano ujutro.[12]
- Ortostatska hipotenzija — pad sistolnog krvnog pritiska za više od 30 mmHg nakon ustajanja. Uzrok su oštećena vazokonstriktorna vlakna, poremećena baroreceptorna funkcija i slaba kardiovaskularna reaktivacija. Može biti udružena sa vrtoglavicom, slabošću, vizuelnom smetnjama, glavoboljom, bolom u leđima, gubitkom svesti.[13]
- Vrtoglavica,  — udružena sa ortostatskom hipotenzijom
- Presinkopa i sinkopa — udružena sa ortostatskom hipotenzijom.[14]
- Intraoperativns kardiovaskularns nestabilnost
- Asimptomatska ishemija miokarda i infarkt miokarda — rezultat su oštećenja aferentnih nerava. Posebno je opasna tiha ishemija i tihi infark miokarda u kojima pacijent ne oseti bol i ne traži pomoć . Učestalije se javlja tokom noći zbog poremećenog simpatovagalnog balansa i redukovane vagalne aktivnosti tokom noći.[15][16]

## Dijagnostički testovi
| Test                                                     | Parametri posmatranja |
| -------------------------------------------------------- | --- |
| Srčana frekvenca u miru                                  | - > 100 otkucaja/min je patološki |
| Varijacija srčane frekvence                              | - Kada pacijent legne na leđa i diše 6 puta u minuti, razlika u srčanoj frekvenci manje od 10 otkucaja/min je patološka R-R inspiracija/R-R ekspiracija >1,17 - patološki |
| Srčana frekvenca kao odgovor na stajanje                 | - Tokom stalnog EKG monitoringa, R-R interval se meri između 15 i 30 otkucaja nakon ustajanja. Normalno, tahikardija je praćena refleksnom bradikardijom. - 0:15 >1.03 je normalno |
| Srčana frekvenca kao odgovor na Valsalva manevar         | - Pacijent forsirano izdahne u usni deo manometra, vršeći pritisak od 40 mmHg za 15 sekundi - Odnos od najdužeg do najkraćeg R-R intervala manje od 1,2 je patološki |
| Sistolni krvni pritisak - odgovor na stajanje            | - Meri se kada pacijent leži i 2 minuta nakon ustajanja - Pad od više od 30 mmHg je patološki - Pad od 10 do 29 mmHg je granični |
| Dijastolni krvni pritisak - odgovor na izometričke vežbe | - Pacijent stiska rukom dinamometar do maksimuma. - Stisak zatim održava na 30% od maksimuma tokom 5 min. - Porast dijastolnog pritiska manje od 16 mmHg u suprotnoj ruci je patološki |
| EKG                                                      | - QTc (korigovani QT interval na EKG-u) treba da bude manji od 440 ms - Sniženje pika jako niske frekvence kao i pika niske frekvence - simpatička disfunkcija - Sniženje pika visoke frekvence - parasimpatička disfunkcija - Sniženje odnosa niske frekvence/visoke frekvence - simpatički disbalans |
| Neurovaskularni protok                                   | - Neinvazivno laser Doppler merenje perifernog simpatetičkog odgovora na nocicepciju |

## Terapija
Autonomna neuropatija srca (CAN) je ozbiljna komplikacija dijabetes melitusa, koja je snažno povezana sa povećanim rizikom od kardiovaskularnog mortaliteta. Iako je to uobičajena komplikacija, značaj CAN-a nije u potpunosti ocenjen i ne postoje jedinstveni algoritmi lečenja. U tom smislu danas moguće lečenje zasniva se na: 
- efikasnoj modifikacijie načina života,
- intenzivnoj kontroli glikemije,
- lečenju dijabetičke dislipidemije,
- primeni antioksidanta i vitamina,
- korekcija vaskularne endotelne disfunkcij,
- prevencija i lečenju tromboze,
- lečenju ortostatske hipotenzije.

Metode koje obećavaju uspeh u lečenju uključuju propisivanje:
- analoga prostaciklina,
- blokatora tromboksana A2 i
- lekova koji doprinose jačanju i/ili normalizaciji Na + , K + -ATPaze (inhibitor fosfodiesteraze), ALA, dihomo-γ-linolenske kiseline (DGLA), ω-3 polinezasićene masne kiseline (ω-3 PUFA), i istovremeno propisivanje ALA, ω-3 PUFA i DGLA (potrebna buduća istraživanja).

Razvoj ortostatke hipotenzije koji je povezan sa teškim ili naprednim CAN zahteva propisivanje  nefarmakoloških procedura i farmakoloških lekova, 
- Nefarmakološka terapija — nošenje potpornih čarapa radi povećanja venskog protoka, lagano i postepeno ustajanje, izbegavanje toplih kupki,
- Farmakološka teraoija — uzimanje insulin u ležećem položaju i primena alpha 2 agonista (fludrokortizon acetata).

## Spoljašnje veze
- „Cardiac autonomic neuropathy: Risk factors, diagnosis and treatment”. (језик: енглески)